# Trilacuna zayu
Espèce
Trilacuna zayu est une espèce d'araignées aranéomorphes de la famille des Oonopidae.

## Distribution
Cette espèce est endémique du Tibet en Chine,. Elle se rencontre dans le xian de Zayü.

## Description
Le mâle holotype mesure 1,64 mm et la femelle paratype 1,89 mm.

## Systématique et taxinomie
Cette espèce a été décrite par Tong et Li en 2025.

## Étymologie
Son nom d'espèce lui a été donné en référence au lieu de sa découverte, le xian de Zayü.

## Publication originale
- Shi, Bian, Tong & Li, 2025 : « First record of the genus Trilacuna Tong & Li, 2007 (Araneae, Oonopidae) from Xizang, China, with descriptions of three new species and one newly recorded species. » ZooKeys, vol. 1229, p. 213-232 (texte intégral).